# Automobil

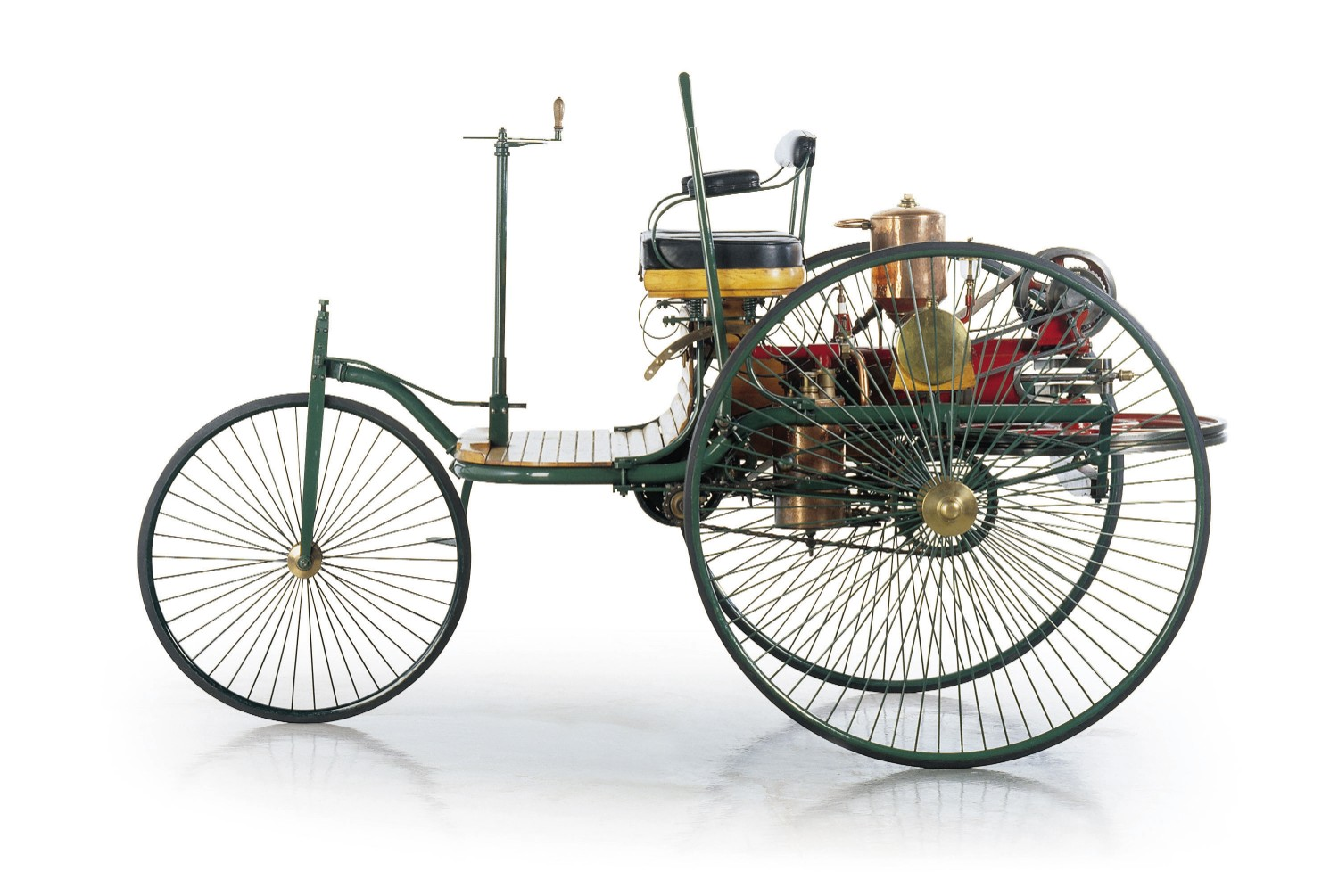
Benz Patent-Motorwagen Nummer 1 von 1886, das erste „moderne Automobil“

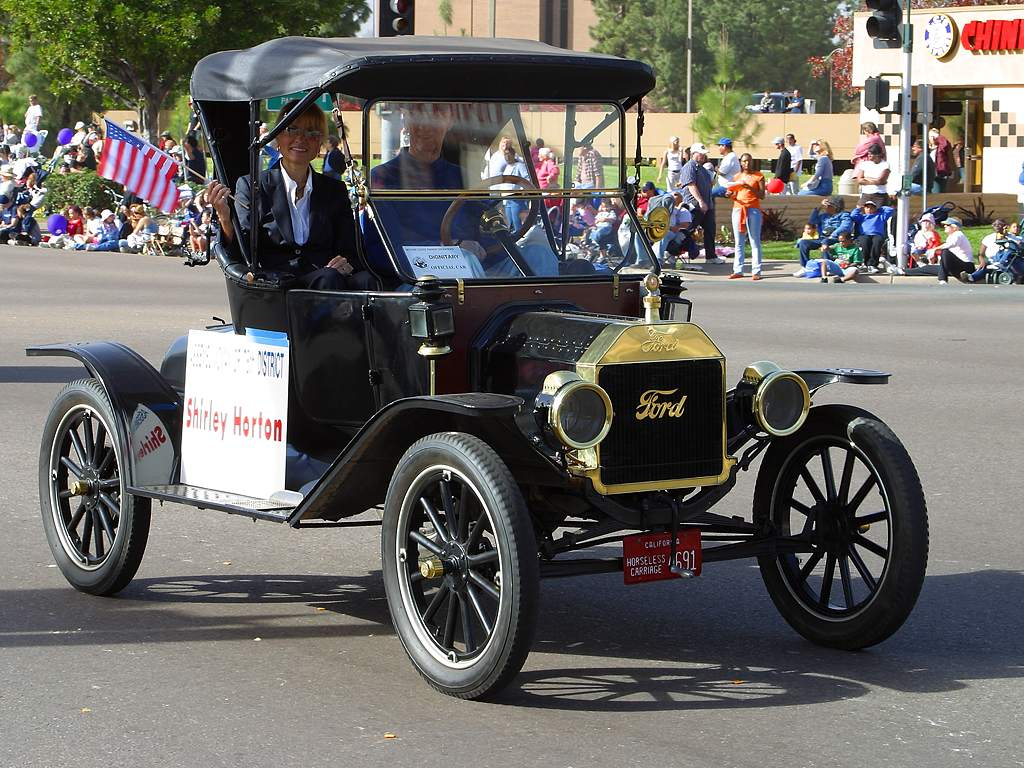
Ford Modell T, das erste Automobil aus Fließbandfertigung (Produktionszeitraum 1908–1927), aber nicht das erste in Serie gebaute Auto

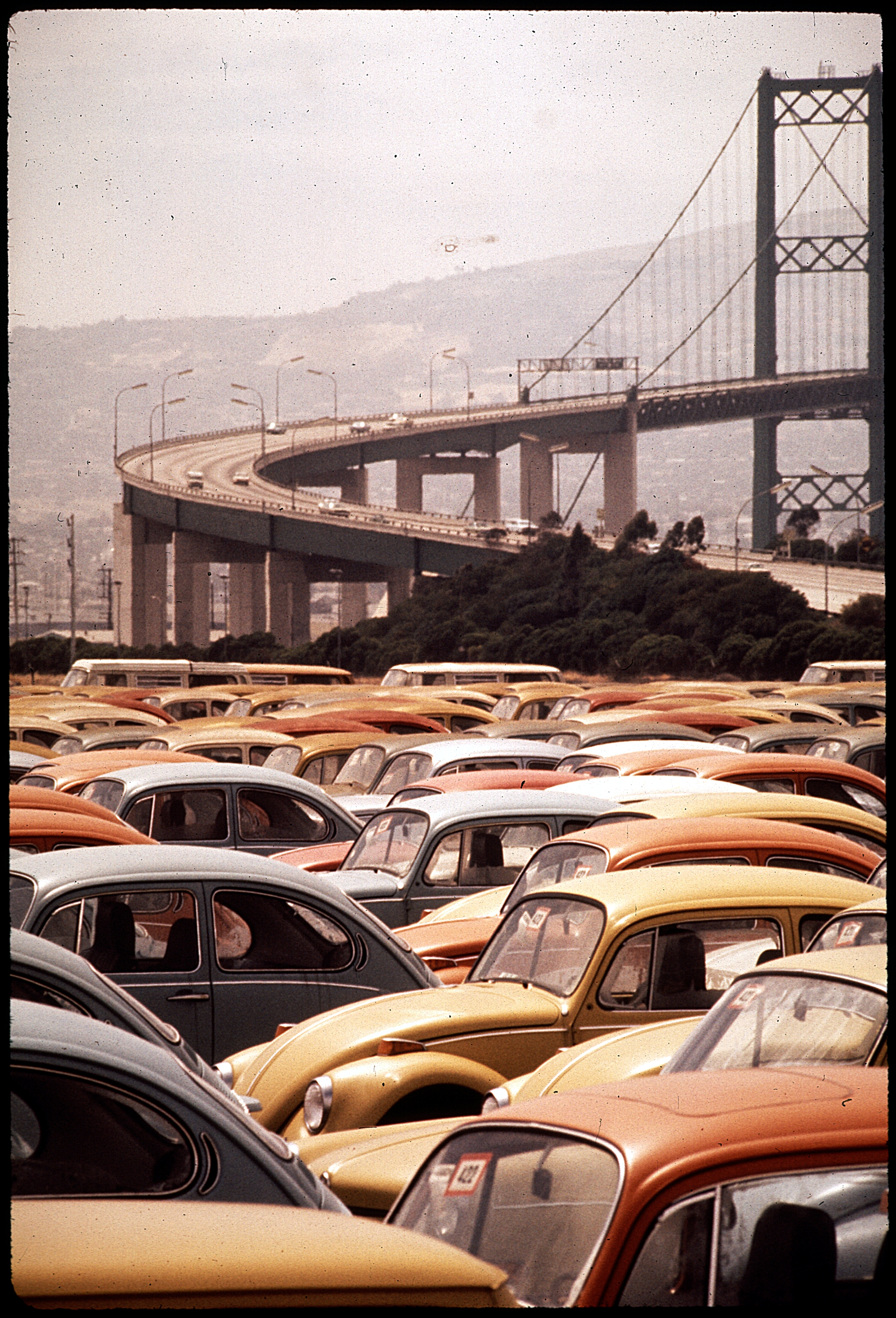
Automobile Massenmotorisierung: VW Käfer, von 1972 bis 2002 das (kumulativ) weltweit meistgebaute Automobil

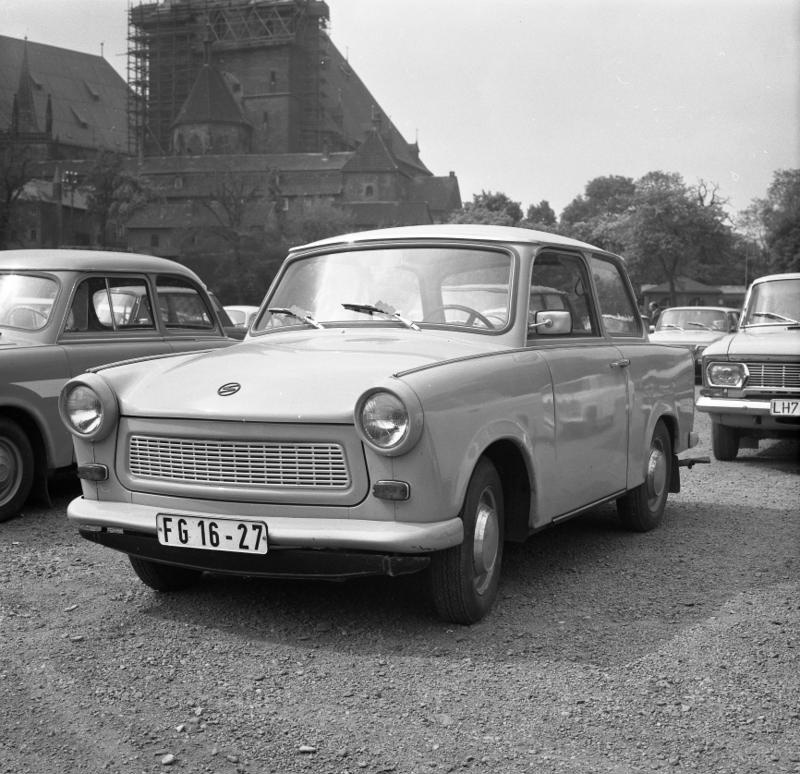
Automobile Massenmotorisierung in der DDR, der Trabant 601

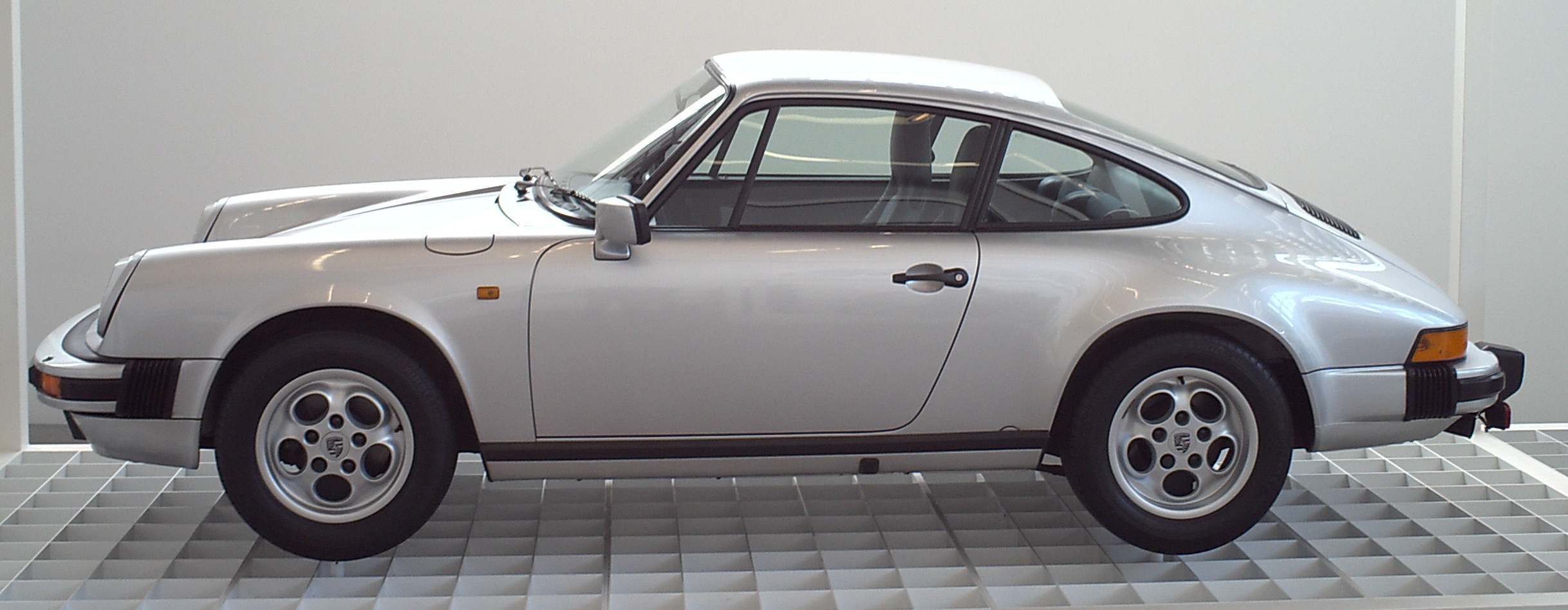
Eine deutsche Sportwagenlegende, der Porsche 911

Ein Automobil, kurz Auto (in Deutschland amtlich Kraftfahrzeug, in der Schweiz amtlich Motorwagen), ist ein mehrspuriges motorgetriebenes Straßenfahrzeug zur Beförderung von Personen oder Lasten. Umgangssprachlich nennt man „Auto“ vor allem Fahrzeuge, die zum Transport von Personen bestimmt sind; amtlich werden diese als Personenkraftwagen (kurz: Pkw) bezeichnet, oder – bei mehr Sitzplätzen – als Kraftomnibus. Soll ein Fahrzeug mehrheitlich Güter transportieren, heißt es amtlich „Lastkraftwagen“ (Lkw).
Der weltweite Fahrzeugbestand lag im Jahr 2010 bei über 1,015 Milliarden Automobilen und stieg seitdem kontinuierlich an. 2011 wurden weltweit über 80 Millionen Automobile gebaut. In Deutschland waren im Jahr 2012 etwa 51,7 Millionen Kraftfahrzeuge zugelassen, davon sind knapp 43 Millionen Personenkraftwagen.

## Wortherkunft
Automobil („Selbstbeweger“) ist ein substantiviertes Adjektiv, abgeleitet von griechisch αὐτός autós, deutsch ‚selbst‘, und lateinisch mobilis ‚beweglich‘. Die Wortschöpfung entstand in den 1860er-Jahren in Frankreich und diente damals – wie locomobile – zur Unterscheidung von den üblichen Landfahrzeugen, die damals von Pferden gezogen wurden. So bezeichnete französisch voiture automobile ‚selbstbewegender Wagen‘ 1875/1876 eine mit Pressluft betriebene Straßenbahn. Die Anwendung im heutigen Sinn setzte sich in den 1890er-Jahren durch: 1893 hieß es in der Publikation Radfahrergeschichten noch mit französischem Plural: „In den Straßen von Paris wird es bald komisch aussehen. Viele Fiaker fahren bereits ohne Pferde als numerirte  Automobiles umher.“ Anschließend wurde das Wort im Deutschen schnell heimisch, zunächst nach französischem Vorbild noch als Femininum, unter dem Einfluss der Kurzform Auto aber bald schon als Neutrum. Das ältere deutsche Wort war hingegen Motorwagen. Die deutschen Äquivalente Kraftfahrzeug und Kraftwagen wurden 1917 amtlich eingeführt.
Die Definition „selbstbewegendes Fahrzeug“ würde auch motorisierte Zweiräder und Schienenfahrzeuge einschließen. In der Regel wird unter einem Automobil jedoch ein mehrspuriges und nicht schienengebundenes Kraftfahrzeug verstanden, also ein Pkw, Bus oder Lkw. In der Alltagssprache ist meist nur der Pkw gemeint. Der Darmstädter Dozent für Kraftwagen, Freiherr Löw von und zu Steinfurth versuchte, sich in seinem Standardwerk Das Automobil – sein Bau und sein Betrieb über alle Ausgaben ab 1909 hinweg an möglichst exakten Definitionen von „Automobil“. In der 5. Auflage von 1924 schreibt er:

„Das Automobil ist ein Fahrzeug, das
1. durch Maschinenkraft bewegt wird,
2. die zu seiner Ortsveränderung dienende Energiequelle in sich trägt,
3. gewöhnliche Straßenfahrdämme benutzt, und
4. die zu befördernden Personen oder Güter – wenigstens zum Teil – selbst aufnimmt.“

Um diese strenge Klassifizierung zu beleuchten, lässt er beispielsweise Forderung 2 weg und kommt damit „zu den sogenannten gleislosen Bahnen, die aus elektrischen Wagen bestehen, denen durch eine Oberleitung die Energie zugeführt wird.“
Im Englischen ist mit einem automobile bzw. car nur ein Pkw gemeint. Eine Übersetzung im Sinne des zitierten von und zu Steinfurth gibt es im Englischen nicht. Das in diesem Zusammenhang oft erwähnte Wort motor vehicle schließt auch Krafträder mit ein und ist demzufolge dem deutschen Begriff Kraftfahrzeug gleichzusetzen.

## Geschichte
Der Franzose Nicholas Cugnot erbaute 1769 einen Dampfwagen – das erste bezeugte und tatsächlich erbaute Fahrzeug, das nicht auf Muskelkraft oder einer anderen äußeren Kraft (wie z. B. Wind) basierte (und kein Spielzeug war). Um 1832 soll Robert Anderson in Aberdeen einen Elektrokarren gebaut haben. Im Jahr 1863 machte Étienne Lenoir mit seinem „Hippomobile“ eine 18 km lange Fahrt; es war das erste Fahrzeug mit einem Motor mit interner Verbrennung. Der Taylor Steam Buggy von 1867 mit Dampfmotor und zwei Zylindern erreichte eine Höchstgeschwindigkeit von 24 km/h und ist als das älteste kanadische Automobil. Jedoch gilt das Jahr 1886 mit dem Motordreirad „Benz Patent-Motorwagen Nummer 1“ des deutschen Erfinders Carl Benz als das Geburtsjahr des „modernen“ Automobils mit Verbrennungsmotor, da es große mediale Aufmerksamkeit erregte und zu einer Serienproduktion führte. Zuvor bauten auch andere Erfinder motorisierte Gefährte mit ähnlichen oder gänzlich anderen Motorkonzepten. Z.B. wurde bereits 1881 mit dem Trouvé Tricycle bereits 7 Jahre vorher das erste anerkannte Elektroauto gebaut.
Motorisierte Wagen lösten in nahezu allen Bereichen die von Zugtieren gezogenen Fuhrwerke ab, da sie deutlich schneller und weiter fahren und eine höhere Leistung erbringen können. Durch diesen Vorteil steigerte sich seit dem Geburtsjahr des Automobils die Weite der zurückgelegten Strecken, u. a. deshalb wurde dem motorisierten Straßenverkehr immer mehr Raum zugestanden.
Trotz der schon Ende des 19. und Anfang des 20. Jahrhunderts bekannten Vorteile der Elektromobilität setzte sich zunächst der Verbrennungsmotor als Antrieb durch.

## Aufbau und Form
Zu den wesentlichen Bestandteilen des Automobils gehören das Fahrwerk mit Fahrgestell und anderen Teilen, ferner Karosserie, Motor, Getriebe und Innenraum. Europäische Pkw bestehen zu über 54 Prozent aus Stahl, die Hälfte davon hochfeste Stahlgüten. Die Technik der Fahrzeuge müssen Ingenieure und Designer in eine funktionale, ergonomische und ästhetische Form bringen, die die Markenwerte des Herstellers vermittelt und Emotionen weckt. Beim Kauf eines Autos ist das Fahrzeugdesign heute eines der wichtigsten Entscheidungskriterien.

## Sicherheit
Nach Zahlen der WHO sterben 1,25 Millionen Menschen jährlich an den direkten Folgen von Verkehrsunfällen.
Die Sicherheit von Insassen und potenziellen Unfallgegnern von Kraftfahrzeugen ist unter anderem abhängig von organisatorischen und konstruktiven Maßnahmen sowie dem persönlichen Verhalten der Verkehrsteilnehmer. Zu den organisatorischen Maßnahmen zählen zum Beispiel Verkehrslenkung (Straßenverkehrsordnung mit Verkehrsschildern oder etwas moderner durch Verkehrsleitsysteme), gesetzliche Regelungen (Gurtpflicht, Telefonierverbot), Verkehrsüberwachung und straßenbauliche Maßnahmen.
Die konstruktiven Sicherheitseinrichtungen moderner Automobile lassen sich grundsätzlich in zwei verschiedene Bereiche gliedern. Passive Sicherheitseinrichtungen sollen die Folgen eines Unfalls mildern. Dazu zählen beispielsweise der Sicherheitsgurt, die Sicherheitskopfstütze, der Gurtstraffer, der Airbag, der Überrollbügel, deformierbare Lenkräder mit ausklinkbaren Lenksäulen, die Knautschzone, der Seitenaufprallschutz sowie konstruktive Maßnahmen zum Unfallgegnerschutz. Aktive Sicherheitseinrichtungen sollen einen Unfall verhindern oder in seiner Schwere herabsetzen. Beispiele hierfür sind das Antiblockiersystem (ABS) sowie das elektronische Stabilitätsprogramm (ESP).
Zu den persönlichen Maßnahmen zählen Verhaltensweisen wie eine defensive Fahrweise, das Einhalten der Verkehrsvorschriften oder Training der Fahrzeugbeherrschung, beispielsweise bei einem Fahrsicherheitstraining. Diese sowie die Verkehrserziehung speziell für Kinder helfen das persönliche Unfallrisiko zu vermindern.
Alle Maßnahmen zur Erhöhung der Verkehrssicherheit zusammen können dazu beitragen, dass die Zahl der bei einem Verkehrsunfall getöteten Personen reduziert wird. In den meisten Industrienationen sind die Opferzahlen seit Jahren rückläufig. In Europa spielen Verkehrsunfälle als Todesursache heute eine geringere Rolle als vor einigen Jahrzehnten, die Zahl der Todesopfer liegt unter den Zahlen der Drogentoten oder Suizidenten. So fielen in Deutschland, Österreich, den Niederlanden oder der Schweiz die Opferzahlen seit den 1970er-Jahren, trotz kaum rückläufiger Zahlen der Verkehrsunfälle, auf ein Drittel. 2011 ist in Deutschland die Zahl der Verkehrstoten zum ersten Mal seit 20 Jahren wieder gestiegen, in Österreich und der Schweiz allerdings auf dem historisch tiefsten Stand.
Nach längerer freiwilliger Aktion wurde das Fahren mit eingeschaltetem Licht am Tag in Österreich am 15. November 2005 verpflichtend eingeführt und 2007 auch per Strafe eingefordert. Zum 1. Januar 2008 wurde die Lichtpflicht allerdings wieder abgeschafft. Ziel dieser Kampagne war es, die menschlichen Sinneseindrücke auf die Gefahrenquellen zu fokussieren und damit die Zahl der Verkehrstoten zu verringern. Schätzungen des Bundesministeriums zufolge wurden jährlich 15 Verkehrstote weniger erwartet. Allerdings zeigte sich nicht der erwartete Effekt, da vermehrt die Aufmerksamkeit von unbeleuchteten Gefahrenquellen (Hindernisse oder andere Verkehrsteilnehmer z. B. Fußgänger) weg zu den bewegten und beleuchteten Fahrzeugen gelenkt wurde. Auch in Norwegen wurden in den Jahren nach der Einführung der Lichtpflicht 1985 deutlich mehr Verkehrstote gezählt als in den Jahren davor. Trotzdem wird in einigen Ländern (etwa Deutschland) weiterhin die Einführung einer solchen Maßnahme in Erwägung gezogen.

## Autonomes Fahren
Sowohl Automobilbauer und Zulieferbetriebe als auch Unternehmen aus der IT-Branche (insbesondere Google und Uber) forschen und entwickeln am autonom fahrenden Kraftfahrzeug (meist Pkw). „Roboter-Autos sind feinfühligere und sicherere Autofahrer als Sie und ich“ (Chris Urmson, Googles Projektleiter und Carnegie-Mellon-Professor: heise.de: Rückenwind für autonome Autos). Erfahrungen amerikanischer Autoversicherungen würden nahelegen, dass bereits die Anzeigen der Assistenz-Sensorik das Unfallrisiko senken können. Auch wird die Ansicht vertreten, dass ein gewisses Maß an Unsicherheit den Erfolg autonomer Automobile nicht verhindern wird.
Das „Wiener Übereinkommen über den Straßenverkehr“ von 1968 verbot lange Zeit autonome Automobile, wurde jedoch Mitte Mai 2014 von der UN geändert, so dass „Systeme, mit denen ein Pkw autonom fährt, zulässig [sind], wenn sie jederzeit vom Fahrer gestoppt werden können.“ Davor schrieb es unter anderem vor, dass jedes in Bewegung befindliche Fahrzeug einen Fahrer haben und dieser das Fahrzeug auch beherrschen muss. Zu klären sind insbesondere Fragen bezüglich des Haftungsrechts bei Unfällen, wenn technische Assistenzsysteme das Fahren übernehmen. Im bisher dem Fortschritt zugeneigten Kalifornien, das lange Zeit liberale Regelungen für autonome Automobile hatte, wurde 2014 die gesetzliche Situation jedoch verschärft – jetzt muss immer ein Mensch am Steuer sitzen, der „jederzeit eingreifen kann“. Einer Studie des Bundesministeriums für Wirtschaft und Energie zufolge rechnet man damit, dass zumindest die Automatisierung einiger Fahrfunktionen bis spätestens 2020 technisch realisierbar sein werden, während fahrerlose Fahrzeuge auf öffentlichen Straßen erst weit später zu erwarten seien.
Auch Fahrzeuge ohne Lenkrad, Bremse und Gaspedal werden erprobt. In diesem Zusammenhang werden Verkehrskonzepte wie ein erweitertes Carsharing diskutiert: Man bucht das Auto übers Internet und steigt bei Bedarf zu. Keiner der Insassen benötigt eine Fahrerlaubnis.

## Kosten

### Kosten für den Fahrzeughalter
Die Gesamtbetriebskosten eines Autos setzen sich zusammen aus Fixkosten (auch „Unterhaltskosten“ genannt) und variablen Kosten (auch „Betriebskosten“ genannt), hinzu kommt der Wertverlust des Autos. Die Kosten werden von vielen Menschen unterschätzt.

#### Fixkosten
Die Fixkosten fallen unabhängig von der jährlichen Kilometerleistung an. Sie setzen sich im Wesentlichen zusammen aus der Kraftfahrzeugsteuer, den obligatorischen Kraftfahrzeug-Haftpflichtversicherungen, in vielen Ländern eines zwangsweisen Mautbeitrags sowie sporadisch vorgeschriebenen Technischen Prüfungen.
Daneben können freiwillige Zusatzversicherungen abgeschlossen werden, wie eine Kaskoversicherung sowie weitere Versicherungen oder zusätzliche versicherungsähnliche Leistungen, welche die Automobilclubs bei einer Mitgliedschaft anbieten.

#### Betriebskosten
Die Betriebskosten hängen weitgehend von der jährlichen Kilometerleistung ab. Es entstehen Aufwände für den Energieverbrauch (bei Verbrennungsmotoren ist das der Kraftstoffverbrauch), den Ersatz von Verschleißteilen (insbesondere Autoreifen), sowie für weitere Wartung und ggf. außerplanmäßige Reparaturen. Die Wartung ist je nach Zeit und Kilometern erforderlich. Typische Zeitintervalle liegen bei 1 bis 2 Jahren, typische Kilometerintervalle bei 10.000 km bis 30.000 km. Werden die Wartungsintervalle nicht eingehalten, kann das zu Schwierigkeiten mit Garantieansprüchen bei Defekten führen.
Je nach individuellem Wunsch entstehen Kosten für die Fahrzeugreinigung.
Nicht direkt kilometerabhängig sind Park- und Mautgebühren.

#### Anschaffungskosten
Der Kaufpreis verringert sich sofort als Wertverlust auf den jeweiligen, zeitabhängigen Verkehrswert, während beim Leasing ein ähnlicher Verlust durch Zinszahlungen entsteht.

#### Beispielwerte
Statistisches Bundesamt und ADAC veröffentlichen vierteljährlich einen Autokosten-Index. Dieser gibt an, um wie viel Prozent sich verschiedene Kostenbestandteile verteuert oder verbilligt haben.
Der ADAC veröffentlicht eine Voll-Kalkulation für Neuwagen, eingeteilt in 6 Klassen (Stand: 04/2018):
- Kleinstwagen: Citroën C1 VTi 72 Start: 321 €/Monat
- Kleinwagen: Dacia Sandero SCe 75 Essential: 318 €/Monat
- Untere Mittelklasse: Dacia Logan MCV Sce 75 Access: 323 €/Monat
- Mittelklasse: Skoda Octavia 1.2 TSI Active: 502 €/Monat
- Obere Mittelklasse: Skoda Superb Combi 1.6 TDI Active: 614 €/Monat
- Oberklasse: Porsche 911 Carrera Coupé: 1357 €/Monat

Angeführt ist das jeweils günstigste Modell jeder Klasse.

### Von der Allgemeinheit getragene Kosten
Der Pkw-Verkehr bringt externe Kosten, insbesondere im Bereich Umweltverschmutzung und Unfallfolgekosten, mit sich. Viele der dabei betrachteten Größen sind kaum bzw. nur sehr ungefähr zu quantifizieren, weshalb verschiedene Publikationen zum Thema unterschiedlich hohe externe Kosten benennen.
Eine Studie aus dem Jahr 2022 kommt zu dem Schluss, dass jeder Autofahrer im Jahr mit Rund 5.000 Euro von der Allgemeinheit subventioniert wird. Einbezogen wurden zehn verschiedene soziale oder externe Kostenarten, darunter Luftverschmutzung, Lärmbelastung, Schaffung und Erhalt der Straßeninfrastruktur, Parken im öffentlichen Straßenraum und Kosten des Klimawandels.
Gemäß Umweltbundesamt betrugen die externen Kosten im Straßenverkehr in Deutschland im Jahr 2005 insgesamt 76,946 Mrd. Euro, wovon 61,2 Mrd. auf den Personen- und 15,8 Mrd. auf den Güterverkehr entfielen. Die Unfallkosten machten dabei 52 % (entspricht 41,7 Mrd. Euro) der externen Kosten aus. Das Umweltbundesamt berechnete 2007, dass Pkw in Deutschland durchschnittlich etwa 3 Cent pro Kilometer an Kosten für Umwelt und Gesundheit verursachen, die hauptsächlich durch Luftverschmutzung entstehen. Das ergibt rechnerisch Kosten von 3000 Euro für einen Pkw mit 100.000 Kilometern Laufleistung. Für Lkw betragen diese Kosten sogar 17 Cent pro Kilometer. Diese externen Kosten werden nicht oder nur teilweise durch den Straßenverkehr getragen, sondern u. a. durch Steuern sowie Krankenkassen- und Sozialversicherungsbeiträge finanziert. Die Kostenunterdeckung des Straßenverkehrs (also alle durch den Straßenverkehr direkt und indirekt verursachten Kosten abzüglich aller im Zusammenhang mit dem Straßenverkehr geleisteten Steuern und Abgaben) beziffert das Umweltbundesamt für das Jahr 2005 auf rund 60 Mrd. Euro.
Der österreichische Pkw-Verkehr trug im Jahr 2000 nur einen Teil der von ihm verursachten Kosten: Ein großer Teil der Kosten für die Errichtung und Erhaltung der Straßen sowie der Sekundärkosten wie Unfall- und Umweltkosten (Lärm, Luftschadstoffe) aller Verkehrsteilnehmer werden von der Allgemeinheit übernommen. Während der Pkw-Verkehr für 38 % der durch ihn verursachten Kosten aufkam, trugen Busse die eigenen Kosten zu 10 % und Lkw zu 21 %.
Das Handbuch über die externen Kosten des Verkehrs der Europäischen Union bezifferte 2019 die wirtschaftlichen Kosten einer 20.000 km langen Autofahrt wie folgt:
- 900 € für Unfallkosten
- 142 € für die Kosten der Luftverschmutzung
- 236 € für die Kosten des Klimawandels
- 236 € für die Auswirkungen der Lärmbelästigung
- 76 € für die Produktionskosten
- 110 € für den Verlust von Lebensraum

## Auswirkungen der Automobilisierung

### Wirtschaft
Der Pkw-Verkehr ist Forschungsgegenstand der Volkswirtschaft, namentlich der Verkehrswissenschaft. Das Automobil als industrielles Massenprodukt hat den Alltag der Menschheit verändert. Seit dem Beginn des 20. Jahrhunderts hat es mehr als 2.500 Unternehmen gegeben, die Automobile produzierten. Viele Unternehmen, die im 19. Jahrhundert Eisenwaren oder Stahl produzierten, fingen Mitte des Jahrhunderts mit der Fertigung von Waffen oder Fahrrädern an und entwickelten so die Kenntnisse, die Jahrzehnte später im Automobilbau benötigt wurden.
Heute gibt es neben den großen Herstellern viele kleine Betriebe, die als Automanufaktur zumeist exklusive Fahrzeuge produzieren, beispielsweise Morgan (GB).

### Verkehr

Personenkraftwagen in Deutschland 1975–2005

Personenkraftwagen in der Schweiz 1910–2000

Die Bedeutung des Automobils basiert neben der vergleichsweise hohen physischen Leistungsfähigkeit des Systems auch auf der hohen Freizügigkeit in den Nutzungsmöglichkeiten bezüglich der Transportaufgaben und der Erschließung räumlicher bzw. geografischer Bereiche. Bis ins 19. Jahrhundert gab es nur wenige Fortbewegungsmittel, zum Beispiel die Kutsche oder das Pferd. Die Verbreitung der Eisenbahn steigerte zwar die Reisegeschwindigkeit, aber man war an Fahrpläne und bestimmte Haltepunkte gebunden. Mit dem Fahrrad stand ab Ende des 19. Jahrhunderts erstmals ein massentaugliches Individualverkehrsmittel zur Verfügung, allerdings ermöglichte erst das Automobil individuelle motorisierte Fortbewegung sowie den flexiblen und schnellen Transport auch größerer Lasten. In den 1960er Jahren herrschte eine regelrechte Euphorie, woraus eine vorherrschende Meinung entstand, der gesamte Lebensraum müsse der Mobilität untergeordnet werden („Autogerechte Stadt“). Schon in den 1970er Jahren wurden einige solche Projekte jedoch gestoppt. Die Emissionen aus dem Verkehr steigen auch im Jahr 2011 immer noch und im Gegensatz zu den Brennstoffen können die vereinbarten Ziele zum Klimaschutz bei den Treibstoffen (in der Schweiz) nicht erfüllt werden.
Zum 1. Januar 2004 waren in Deutschland 49.648.043 Automobile zugelassen. Im Vergleich mit Fußgängern und Fahrrädern, aber auch mit Bussen und Bahnen hat das Auto einen höheren Platzbedarf. Insbesondere in Ballungsgebieten führt dies zu Problemen durch Staus und Bedarf an öffentlichen Flächen, wodurch sich einige der Vorteile des Automobils auflösen.
Der Güterverkehr auf der Straße ist ein elementarer Bestandteil der heutigen Wirtschaft. So erlaubt es die Flexibilität der Nutzfahrzeuge, leicht verderbliche Waren direkt zum Einzelhandel oder zum Endverbraucher zu bringen. Mobile Baumaschinen übernehmen heute einen großen Teil der Bauleistungen. Die Just-in-time-Produktion ermöglicht einen schnelleren Bauablauf. Beton wird in Betonwerken gemischt und anschließend mit Fahrmischern zur Baustelle gebracht, mobile Betonpumpen ersparen den Gerüst- oder Kranbau.

### Umwelt und Gesundheit

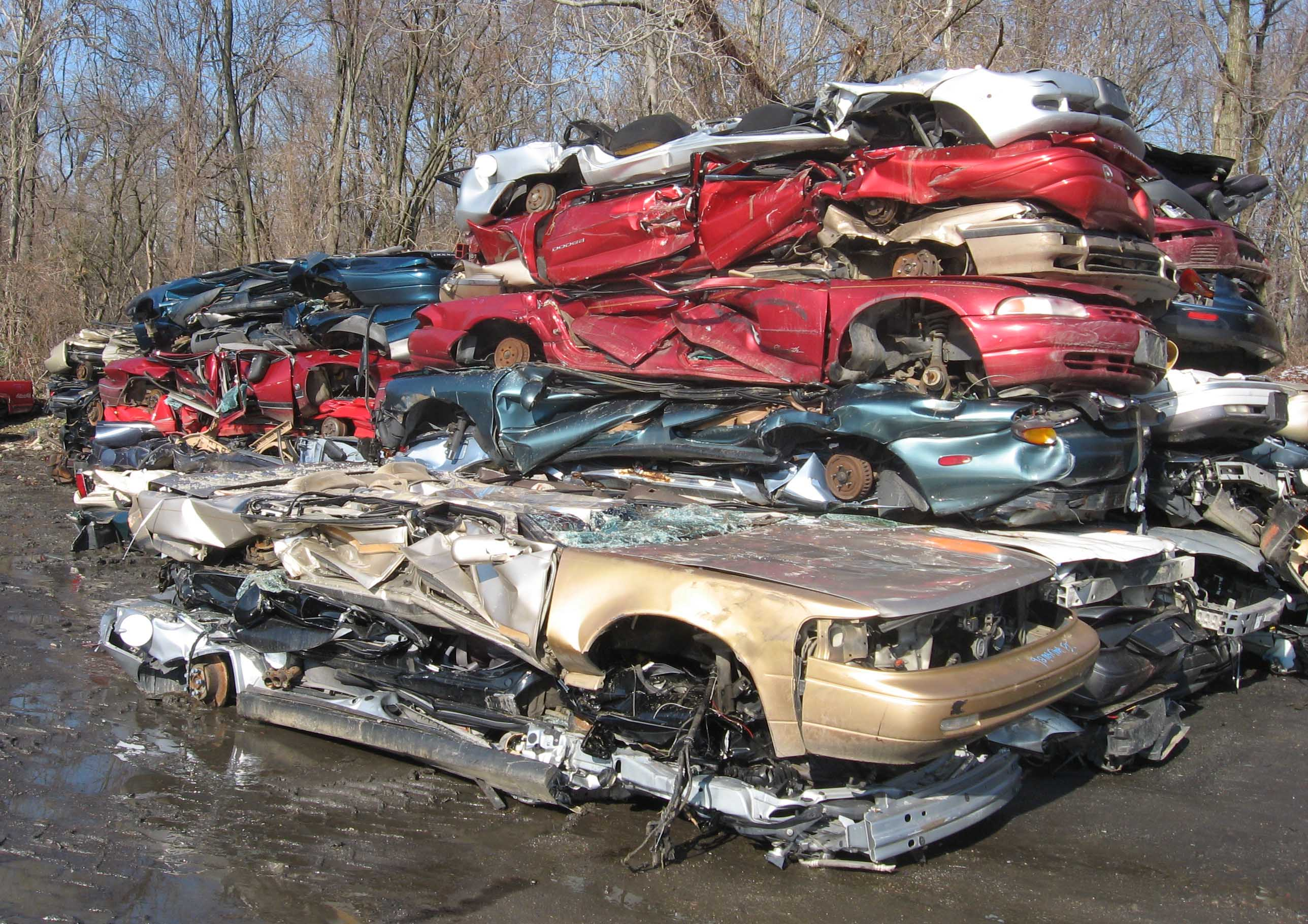
Verschrottete Pkw

Der massenhafte Betrieb von Verbrennungsmotoren in Autos führt zu Umweltproblemen, einerseits lokal durch Schadstoffemissionen, die je nach Stand der Technik vielfach vermeidbar sind, andererseits global durch den systembedingten CO2-Ausstoß, der zur Klimaerwärmung beiträgt. Weiters argumentiert der Philosoph Kilian Jörg, dass das Automobil ein katastrophales Umweltverhältnis zum Gemeinsinn macht. Natur wird demnach durch Prothesen wie das Auto zur Konsumware.
Die Luftverschmutzung durch die Abgase der Verbrennungsmotoren nimmt, gerade in Ballungsräumen, oft gesundheitsschädigende Ausmaße an (Smog, Feinstaub). Die Kraftstoffe der Motoren beinhalten giftige Substanzen wie Xylol, Toluol, Benzol sowie Aldehyde. Noch giftigere Bleizusätze sind zumindest in Europa und den USA nicht mehr üblich.
Allein in Deutschland sterben jährlich 11.000 Menschen infolge von Luftverschmutzung durch den Straßenverkehr; Todesfälle, die potentiell vermieden werden könnten. Diese Zahl ist 3,5 Mal so hoch wie die Zahl der Todesopfer durch Unfälle.
Auch der überwiegend vom Automobil verursachte Straßenlärm schädigt die Gesundheit. Hinzu kommt, dass das Autofahren, besonders über längere Zeit, teilweise mit Bewegungsmangel verbunden sein kann.
Über die Folgen, welche vom massenhaften Reifenverschleiß ausgehen, ist bisher erst wenig bekannt. Ein großer Teil davon wird mit dem Regen in die Oberflächengewässer gespült. Durch das freigesetzte Ozonschutzmittel 6PPD können Fischsterben verursacht werden. Über die Auswirkungen der chemischen Verbindungen, welche ins Gemüse gelangen, wurde noch nicht viel geforscht.
Der Verbrauch von Mineralöl, einem fossilen Energieträger zum Betrieb konventioneller Automobile erzeugt einen CO2-Ausstoß und trägt damit zum Treibhauseffekt bei.
Nach Planungen der EU-Kommission sollen bis zum Jahr 2050 Autos mit Verbrennungskraftmaschinenantrieb aus den Innenstädten Europas gänzlich verbannt werden. Inzwischen will das EU-Parlament den Verkauf von Neuwagen mit Verbrennungsmotor ab 2035 verbieten. Die EU-Umweltminister hingegen, wollen ab 2035 nur noch Neuwagen ohne CO2-Emissionen zuzulassen.

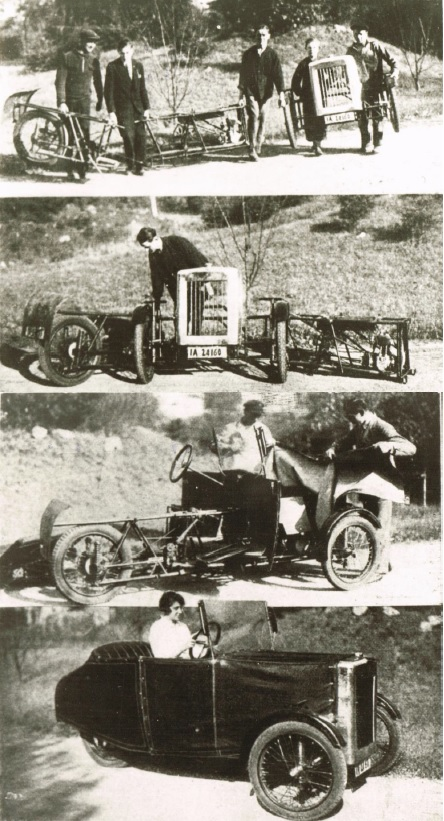
1928/1929 präsentierte Engelbert Zaschka in Berlin das erste Faltauto. Dieses Stadtauto-Konzept hatte das Ziel, kostengünstig und raumsparend zu sein.

Der Flächenverbrauch für Fahrzeuge und Verkehrswege verringert den Lebensraum für Menschen, Tiere und Pflanzen.
Das Platz- und Parkplatzproblem der Ballungsgebiete zeigte sich bereits in den 1920er Jahren und schon 1929 verfolgte der deutsche Ingenieur und Erfinder Engelbert Zaschka in Berlin den Ansatz des zerlegbaren Zaschka-Threewheelers (Faltauto). Dieses Stadtauto-Konzept hatte das Ziel, kostengünstig und raumsparend zu sein, indem sich das Fahrzeug nach Gebrauch zusammenklappen ließ.
Die Fertigung von Automobilen verbraucht darüber hinaus erhebliche Mengen an Rohstoffen, Wasser und Energie. Greenpeace geht von einem Wasserverbrauch von 20.000 l für einen Mittelklassewagen aus. Die Zeitschrift Der Spiegel berechnete 1998 für die Herstellung eines Pkw der oberen Mittelklasse (etwa Mercedes E-Klasse) gar 226.000 l Wasser. Die Wasserwirtschaft sieht branchenpositive 380.000 l für ein Fahrzeug als notwendig an.
Das Automobil wird derzeit (2013) zu 85 Prozent recycelt und zu 95 Prozent verwertet. Bei metallischen Bestandteilen beträgt die Recyclingquote 97 Prozent.
Einen Überblick zur Umweltfreundlichkeit von jeweils aktuellen Pkw-Modellen veröffentlicht der Verkehrsclub Deutschland (VCD) jährlich in der Auto-Umweltliste.
Zu den Gefahren des Kraftfahrzeugverkehrs beziehungsweise zu den durch dessen Umwelteinwirkungen verursachten Kosten siehe die Kapitel Sicherheit bzw. Externe Kosten.

### Soziale Auswirkungen
Die verbreitete Verwendung des Autos verändert die sozialen Räume – u. a. wurden folgende Auswirkungen in der Schweiz beklagt:
- Kinder können immer seltener unbeaufsichtigt auf der Straße spielen;[51]
- Freizeit-Orte liegen weiter entfernt als früher;[51]
- folglich weniger spontane körperliche Betätigung sowie zum Beispiel eine Halbierung der Nutzung des Fahrrades bei jungen Schweizern innerhalb von 20 Jahren.[52]

Die gesamte kindliche Entwicklung wird beeinflusst.

### Pkw-Verbrauchskennzeichnungsverordnung
Seit 1. Dezember 2011 müssen in Deutschland Neuwagen mit einer Energieverbrauchskennzeichnung versehen werden. Die Klassen reichen von A+ bis G. Der Verbrauch wird auf das Fahrzeuggewicht bezogen, womit Vergleiche nur innerhalb einer Gewichtsklasse möglich sind. Dass ein leichterer Wagen bei gleicher Benotung weniger Energie für einen Transport benötigt als ein schwererer Wagen, ist an dem Label nicht erkennbar.

### Interessenverbände in Deutschland
In Deutschland sind eine Reihe von Verbänden entstanden, die anfangs Dienstleistungen für Autofahrer auf Gegenseitigkeit organisierten, vor allem Pannenhilfe. Heute arbeiten sie zunehmend auch als Lobby-Verbände und vertreten die Interessen der Autofahrer und der Automobilindustrie gegenüber Politik, Industrie und Medien.
Bereits 1899 wurde der Automobilclub von Deutschland (AvD) gegründet, der ein Jahr später die erste Internationale Automobilausstellung organisierte. 1911 war der Allgemeine Deutsche Automobil-Club, der ADAC, aus der 1903 gegründeten Deutschen Motorradfahrer-Vereinigung entstanden. Er ist heute mit 15 Millionen Mitgliedern Europas größter Club. Weitere Verbände in Deutschland sind der Auto Club Europa (ACE), der 1965 von Gewerkschaften gegründet wurde, sowie seit 1986 der ökologisch orientierte Verkehrsclub Deutschland (VCD), der zusätzlich auch die Interessen der anderen Verkehrsteilnehmer (Radfahrer, Fußgänger, ÖPNV-Benutzer) vertritt.
Die Interessen der Automobilhersteller und deren Zulieferunternehmen vertritt der Verband der Automobilindustrie (VDA).

### Forschungseinrichtungen zum Thema Automobil
- Forschungsinstitut für Kraftfahrwesen und Fahrzeugmotoren Stuttgart (FKFS)
- Institut für Kraftfahrwesen Aachen (ika) der RWTH Aachen

## Neue Entwicklungen
Zu den neuen Entwicklungen gehören alternative Antriebe wie das Elektroauto (Elektrofahrzeug). Eine weitere Entwicklung ist das autonome Fahren (Autonomes Landfahrzeug). Durch Carsharing wechselt ein Auto vom Privatbesitz in einen Gemeinschaftsbesitz. Experimentell entwickelt werden zudem Prototypen von Flugautos.
In den letzten Jahren nahm die Überwachung der Fahrer durch ihre Autos zu. In einer Untersuchung der US-Datenschutzbestimmungen von Auto-Herstellern durch die Mozilla Foundation 2023 fielen alle 25 untersuchten Automarken durch. Sechs der Hersteller erlauben sich explizit, genetische Informationen zu sammeln, Nissan und Kia gar Informationen zum Sexleben.